# Triatlon op de Pan-Amerikaanse Spelen 1995

De triatlon bij de Pan-Amerikaanse Spelen 1995 werd gehouden in het Argentijnse Marl del Plata. Het was de eerste keer dat deze wedstrijd op het programma stond van de Pan-Amerikaanse Spelen.

## Uitslagen

### Mannen
| Rang   | Atleet                  | Nat. | Tijd     |
| ------ | ----------------------- | ---- | -------- |
| Goud   | Leandro Macedo          | BRA  | 01:51.14 |
| Zilver | Mark Bates              | CAN  | 01:51.36 |
| Brons  | Oscar Galíndez          | ARG  | 01:52.10 |
| 4      | Ricardo Davila          | MEX  | 01:52.24 |
| 5      | Andrew Carlson          | USA  | 01:53.33 |
| 6      | Carlos Probert          | MEX  | 01:53.55 |
| 7      | Matias Peña             | CHI  | 01:54.01 |
| 8      | Ariel Garrigo           | MEX  | 01:54.14 |
| 9      | Raul Lemir              | ARG  | 01:54.24 |
| 10     | Bernardo Setina         | MEX  | 01:57.20 |
| 11     | Will Cargas             | COL  | 01:57.27 |
| 12     | Nataniel Llerandi       | USA  | 01:58.04 |
| 13     | Ruben Arias             | CHI  | 01:58.44 |
| 14     | Carlos Lomba            | PER  | 01:58.54 |
| 15     | Juri Estrada            | COL  | 01:58.59 |
| 16     | Ricardo Cardeno         | COL  | 02:00.37 |
| 17     | Antonio Manzur          | BRA  | 02:01.01 |
| 18     | Cristian Bustos         | CHI  | 02:01.13 |
| 19     | Carlos Friely Paredes   | GUA  | 02:05.20 |
| 20     | Pablo Antonio Rubio     | HON  | 02:06.59 |
| 21     | Max Sevilla             | CRC  | 02:07.40 |
| 22     | Claudio Cortes Cañas    | CHI  | 02:10.39 |
| 23     | Jorge Rodríguez Sanchez | CRC  | 02:10.57 |
| 24     | Tim Byrne               | COL  | 02:12.24 |
| 25     | Wayne Edwards           | BAR  | 02:13.57 |
| 26     | Rodolfo Carrillo        | GUA  | 02:14.54 |
| 27     | Fredy Guillen Rodríguez | HON  | 02:20.35 |
| —      | Emerson Gomes           | BRA  | DNF      |
| —      | Stefan Jakobsen         | CAN  | DNF      |
| —      | Tim DeBoom              | USA  | DNF      |
| —      | Bernardo Gutierrez      | HON  | DNF      |
| —      | Andrew MacMartin        | CAN  | DNS      |

### Vrouwen
| Rang   | Atleet                 | Nat. | Tijd     |
| ------ | ---------------------- | ---- | -------- |
| Goud   | Karen Smyers           | USA  | 02:04.52 |
| Zilver | Kristie Otto           | CAN  | 02:07.17 |
| Brons  | Fiona Cribb            | CAN  | 02:08.14 |
| 4      | Gail Laurence          | USA  | 02:08.51 |
| 5      | Maria Luisa Martínez   | MEX  | 02:09.42 |
| 6      | Lisa Marie Bentley     | CAN  | 02:11.39 |
| 7      | Maria del Carmen Ochoa | MEX  | 02:11.58 |
| 8      | Silvana Calcagno       | ARG  | 02:12.12 |
| 9      | Maria Virginia Coronel | ARG  | 02:12.49 |
| 10     | Kelley Kwiatrowski     | USA  | 02:12.53 |
| 11     | Marcia Ferreira        | BRA  | 02:14.22 |
| 12     | Ana Carina Tonsig      | ARG  | 02:14.47 |
| 13     | Maria Morales          | COL  | 02:14.50 |
| 14     | Aglae Menezes          | BRA  | 02:17.34 |
| 15     | Susana Schnarndorf     | BRA  | 02:17.34 |
| 16     | Laura Mata             | CRC  | 02:19.48 |
| 17     | Maria Miño             | CHI  | 02:20.20 |
| 18     | Veronica Granados      | MEX  | 02:22.45 |
| 19     | Ana Maria Lecumberri   | CHI  | 02:26.10 |
| 20     | Fabiola Acaron         | PUR  | 02:32.43 |
| 21     | Joyce McKenzic         | ISV  | 02:34.58 |
| 22     | Olga Camey             | GUA  | 02:39.42 |
| —      | Libia Gonzalez         | COL  | DNS      |
| —      | Karla Solis            | CRC  | DNS      |